# Raión de Mashivka
Mashivka (en ucraniano: Машівський район) es un raión o distrito de Ucrania en el óblast de Poltava. 
Comprende una superficie de 889 km².
La capital es la ciudad de Mashivka.

## Demografía
Según estimación 2010 contaba con una población total de 21000 habitantes.

## Otros datos
El código KOATUU es 5323000000. El código postal 39400 y el prefijo telefónico +380 5364.